# Havana Solaun
Havana Marguerite Solaun (Hong Kong, 23 febbraio 1993) è una calciatrice giamaicana, nata a Hong Kong e cresciuta negli Stati Uniti d'America, centrocampista della nazionale giamaicana.

## Carriera

### Club
Il 12 gennaio 2020 il Paris FC ha annunciato l'ingaggio di Solaun per la seconda parte della stagione 2020-21. Impossibilitata a giocare per il Paris FC a causa della pandemia di COVID-19, Solaun ha firmato per il club cipriota dell'Apollōn Lemesou in vista della sua partecipazione alla UEFA Women's Champions League 2020-2021.
Nel settembre 2020 torna negli Stati Uniti firmando un contratto con il North Carolina Courage, rimanendovi fino al settembre 2022 quando la società annuncia la separazione consensuale. Nelle stagioni 2023 e 2024 ha giocato per lo Houston Dash, continuando a giocare nella NWSL, la principale lega professionistica statunitense.

### Nazionale
Nel 2019 ha disputato le prime gare ufficiali con la nazionale giamaicana, convocata dal Commissario tecnico Hue Menzies che la inserisce nella lista delle 23 calciatrici per il Mondiale di Francia 2019 comunicata il 23 maggio 2019, Solaun
condivide con le compagne il difficile percorso della sua nazionale che, inserita nel gruppo C, perde tutti i tre incontri della fase a gironi, 3-0 con il Brasile, 5-0 con l'Italia e 4-1 con l'Australia, dove al 49' riduce lo svantaggio portando il risultato sul parziale di 2-1, venendo così subito eliminata dal torneo.